# Charles-Albert Antille
Pour les articles homonymes, voir Antille.
Charles-Albert Antille, né le 18 octobre 1944 à Sierre (originaire de Saint-Luc) et mort le 4 juin 2024, est une personnalité politique suisse du canton du Valais, membre du Parti radical-démocratique. Il est conseiller national de 1998 à 2003.

## Biographie
Charles-Albert Antille naît le 18 octobre 1944 à Sierre, d'un père anniviard et d'une mère haut-valaisanne. Il est originaire de Saint-Luc, dans le canton du Valais. 
Il effectue sa scolarité et sa formation à Sierre, puis un apprentissage de commerce à Brigue,. Il travaille ensuite pour le concessionnaire automobile AMAG. Après la fin de son mandat de président de Sierre, il travaille pour le Groupe mutuel parallèlement à sa fonction de conseiller national,.
Il est marié et père de quatre enfants.
Il meurt le 4 juin 2024 à l'âge de 79 ans.

## Parcours politique
Membre du Parti radical-démocratique, Charles-Albert Antille siège au Conseil communal de Sierre de 1985 à 2001. À la suite de l'élection du président radical de Sierre Serge Sierro au Conseil d'État, une élection complémentaire a lieu le 5 avril 1992 et Charles-Albert Antille l'emporte avec 3 187 voix contre 1 964 au candidat démocrate-chrétien René-Pierre Antille. Le 10 décembre 2000, il n'est pas réélu à la présidence, qui est remportée par le démocrate-chrétien Manfred Stucky, et il quitte l'exécutif à la fin de l'année,.
De 1998 à 2003, il siège au Conseil national. Il y entre en cours de législature pour remplacer Pascal Couchepin, élu au Conseil fédéral. Il est président de la Commission des institutions politiques et de la délégation suisse auprès de l'Assemblée parlementaire de la Francophonie de 2001 à 2003. Un classement réalisé par la Neue Zürcher Zeitung le situe dans l'aile gauche des radicaux élus au Conseil national, comme nombre d'autres radicaux romands. Il ne se présente pas pour un nouveau mandat lors des élections fédérales de 2003.